# Amhara-Krieg
Der Amhara-Krieg ist ein bewaffneter Konflikt in der Region Amhara in Äthiopien, der seit 2023 zwischen den regionalen und paramilitärischen Kräften der Amhara mit den Fano-Milizen und der äthiopischen Regierung ausgetragen wird. Der Konflikt begann, nachdem die von der äthiopischen Regierung geführte ENDF-Armee in die Amhara-Region einmarschiert war, um die Amhara-Spezialeinheit und andere regionale Verbündete zu entwaffnen, was am 9. April zum Widerstand der lokalen Streitkräfte und zu einer Reihe von Protesten in Gondar, Kobo, Sekota, Weldiya und anderen Städten führte.
Die Äthiopische Menschenrechtskommission (EHRC) stellte am 4. Mai 2023 fest, dass die Situation in den Zonen Nord-Gondar, Nord-Wollo und Nord-Shewa in den Städten Shewa Robit, Armania, Antsokiyana Gemza und Majete militarisiert war. Am 27. April wurde der Vorsitzende der Wohlstandspartei der Amhara, Girma Yeshitila, in Menz, Nord-Shewa, ermordet. Die äthiopische Regierung beschuldigte die Misrak Amhara Fano, den Umsturz der Regierung zu planen. Die äthiopischen Sicherheitskräfte teilten am 30. April mit, dass die äthiopische Regierung 47 Verdächtige im Zusammenhang mit dem mutmaßlichen Attentatsplan verhaftet habe.